# Cantata Academica
Die Cantata Academica op. 62 (lateinischer Untertitel Carmen Basiliense) ist eine Festkantate für Solisten, gemischten Chor und Orchester des britischen Komponisten Benjamin Britten. Sie wurde 1959 als Auftragswerk zur 500-Jahr-Feier der Universität Basel geschrieben. Den Auftrag zur Jubiläumskomposition an Britten erteilte Paul Sacher im Oktober 1958, nachdem zuvor bereits Igor Strawinski und Paul Hindemith aus zeitlichen Gründen abgesagt hatten.
Unter Sachers Leitung wurde das Werk vom Basler Kammerchor, dem Sterk'schen Privatchor sowie dem verstärkten Basler Kammerorchester am 1. Juli 1960 in Basel uraufgeführt. Die Solisten waren Agnes Giebel (Sopran), Elsa Cavelti (Alt), Brittens Lebensgefährte Peter Pears (Tenor) und Heinz Rehfuss (Bass).
Die Kantate ist unterteilt in dreizehn Sätze, ihr lateinischer Text von Bernhard Wyss basiert auf alten Basler Texten und der Gründungsurkunde der Universität. Eine Aufführung dauert rund 20 Minuten. Ein Live-Mitschnitt der Uraufführung ist als historische Aufnahme überliefert; ferner wurde das Werk unter Leitung des Komponisten vom London Symphony Orchestra und dem London Symphony Chorus bei Decca Records eingespielt und veröffentlicht.